# Кодекс цивільного захисту України
Ко́декс циві́льного за́хисту Україн́и — кодекс, що регулює відносини, пов'язані із захистом населення, територій, навколишнього середовища та майна від надзвичайних ситуацій, реагуванням на них, функціонуванням єдиної державної системи цивільного захисту, та визначає повноваження органів влади, права та обов'язки громадян, підприємств, установ та організацій.

## Опис
Кодекс прийнятий 2 жовтня 2012 року, введений у дію з 1 липня 2013 року. Замінив собою низку законів, у тому числі: «Про Цивільну оборону України», «Про пожежну безпеку», «Про загальну структуру і чисельність військ Цивільної оборони», «Про війська Цивільної оборони України», «Про аварійно-рятувальні служби», «Про захист населення і територій від надзвичайних ситуацій техногенного та природного характеру», «Про правові засади цивільного захисту».
Кодекс дає визначення деяких законодавчих термінів, зокрема: аварійно-рятувальна служба, аварія, дорожньо-транспортна пригода, евакуація, епідемія, катастрофа, надзвичайна ситуація, об'єкт підвищеної небезпеки, пожежа, пожежна охорона, стихійне лихо.
Згідно з Кодексом, цивільний захист — це функція держави, спрямована на захист населення, територій, навколишнього середовища та майна від надзвичайних ситуацій шляхом запобігання таким ситуаціям, ліквідації їх наслідків і надання допомоги постраждалим у мирний час та в особливий період.

## Зміст
На момент прийняття кодекс містив 140 статей і чотири прикінцевих/перехідних положення, об'єднаних у 12 розділів:
Розділ I ЗАГАЛЬНА ЧАСТИНА
Розділ II ЄДИНА ДЕРЖАВНА СИСТЕМА ЦИВІЛЬНОГО ЗАХИСТУ
Розділ III ПОВНОВАЖЕННЯ СУБ'ЄКТІВ ЗАБЕЗПЕЧЕННЯ ЦИВІЛЬНОГО ЗАХИСТУ
Розділ IV ЗАХИСТ НАСЕЛЕННЯ І ТЕРИТОРІЙ ВІД НАДЗВИЧАЙНИХ СИТУАЦІЙ
Розділ V ЗАПОБІГАННЯ НАДЗВИЧАЙНИМ СИТУАЦІЯМ
Розділ VI РЕАГУВАННЯ НА НАДЗВИЧАЙНІ СИТУАЦІЇ ТА ЛІКВІДАЦІЯ ЇХ НАСЛІДКІВ
Розділ VII НАВЧАННЯ ОСІБ РЯДОВОГО І НАЧАЛЬНИЦЬКОГО СКЛАДУ СЛУЖБИ ЦИВІЛЬНОГО ЗАХИСТУ ТА РЯТУВАЛЬНИКІВ, КЕРІВНОГО СКЛАДУ, ФАХІВЦІВ, ДІЯЛЬНІСТЬ ЯКИХ ПОВ'ЯЗАНА З ОРГАНІЗАЦІЄЮ І ЗДІЙСНЕННЯМ ЗАХОДІВ З ПИТАНЬ ЦИВІЛЬНОГО ЗАХИСТУ, ПІДГОТОВКА ОРГАНІВ УПРАВЛІННЯ ТА СИЛ ЦИВІЛЬНОГО ЗАХИСТУ
Розділ VIII ФІНАНСОВЕ ТА МАТЕРІАЛЬНО-ТЕХНІЧНЕ ЗАБЕЗПЕЧЕННЯ ЗАХОДІВ ЦИВІЛЬНОГО ЗАХИСТУ
Розділ IX КОМПЛЕКТУВАННЯ ОРГАНІВ УПРАВЛІННЯ ТА СИЛ ЦИВІЛЬНОГО ЗАХИСТУ, ПРОХОДЖЕННЯ СЛУЖБИ ЦИВІЛЬНОГО ЗАХИСТУ
Розділ X СОЦІАЛЬНИЙ ТА ПРАВОВИЙ ЗАХИСТ ОСІБ РЯДОВОГО І НАЧАЛЬНИЦЬКОГО СКЛАДУ СЛУЖБИ ЦИВІЛЬНОГО ЗАХИСТУ, ПРАЦІВНИКІВ ОРГАНІВ УПРАВЛІННЯ ТА СИЛ ЦИВІЛЬНОГО ЗАХИСТУ І ОСІБ, ЗВІЛЬНЕНИХ ІЗ СЛУЖБИ ЦИВІЛЬНОГО ЗАХИСТУ
Розділ XI ЗАКЛЮЧНА ЧАСТИНА
Розділ XII ПРИКІНЦЕВІ ТА ПЕРЕХІДНІ ПОЛОЖЕННЯ.
Статтею 24 Кодексу визначаються повноваження Оперативно-рятувальної служби цивільного захисту України, яка є одним з найважливіших оперативних підрозділів держави в ліквідації наслідків надзвичайних ситуацій, включно і в зонах бойових дій.